# Rafael Martínez Barrena
Rafael Martínez Barrena   (Madrid, 10 de desembre de 1983) és un gimnasta ja retirat i comentarista esportiu espanyol resident a Móstoles que va competir en la disciplina de gimnàstica artística. Va ser campió d'Europa en concurs general (2005) i en l'exercici de terra (2007).
Va participar en els Jocs Olímpics d'Estiu d'Atenes 2004, on va quedar 5è en el concurs complet individual i 10è per equips. A Atenes, la selecció espanyola la integraven Rafael, Alejandro Barrenechea, Víctor Cano, Jesús Carballo, Oriol Combarros i Gervasio Deferr. El 2005 va ser campió europeu en el concurs general, essent el primer gimnasta de l'equip espanyol que ho aconseguia després de Joaquim Blume. Aquell mateix any va ser 4t a la general del Mundial a Melbourne. El 2007 va ser campió d'Europa en l'exercici de terra. També va formar part de l'equip espanyol de gimnàstica artística als Jocs Olímpics d'Estiu de Pequín de 2008, on va quedar en la 11a posició per equips.